# Slowenische Fußballnationalmannschaft (U-18-Junioren)
Die slowenische Fußballnationalmannschaft der U-18-Junioren ist die Auswahl slowenischer Fußballspieler der Altersklasse U-18. Sie repräsentiert die Nogometna zveza Slovenije auf internationaler Ebene und nahm lange Zeit an entsprechenden internationalen Wettbewerben teil, etwa der U-18-Europameisterschaft. Nach einer Erhöhung der Altersgrenze seitens der UEFA auf 19 Jahre 2002 werden seither lediglich Freundschaftsspiele des jüngeren Jahrgangs als Vorbereitung für die U-19-Nationalmannschaft bestritten.

## Geschichte
Die U-18-Auswahl trat ab Erreichen der Unabhängigkeit Sloweniens und des folgenden Beitritt des nationalen Verbandes zur UEFA regelmäßig in der Qualifikation zur seinerzeit neu eingeführten U-18-Europameisterschaft an, konnte sich dabei aber nicht für eine Endrundenteilnahme qualifizieren. Zuvor waren slowenische Nachwuchsspieler teilweise für die jugoslawische U-18-Auswahl berufen worden, die jedoch trotz mehrfacher Endrundenteilnahme keine Medaille erringen konnte.